# Casa de Galicia
Casa de Galicia fue una mutualista de asistencia médica uruguaya.  Fundada en 1917 por un grupo de inmigrantes gallegos. El 23 de diciembre de 2021, después de 104 años la justicia decretó su cierre.

## Historia
A comienzos del siglo XX, Uruguay fue uno de los principales destinos de la inmigración europea en América del Sur y recibió oleadas de inmigrantes, entre ellos inmigrantes gallegos. La colectivad gallega en Uruguay fundaria el 1º de octubre de 1917  la Sociedad de Instrucción, Recreo, Beneficencia, y Asistencia Médica Colectiva Casa de Galicia, en Montevideo. Su principal líder fue Don José María Barreiro oriundo de Bayona, Pontevedra.
El 23 de diciembre de 2021, la justicia uruguaya decreto el cese inmediato de actividades de la mutualista. El Sanatorio estará bajo la tutela de la Administración de los Servicios de Salud del Estado, a la espera de que se resuelva el futuro de sus trabajadores, afiliados y usuarios.
En noviembre de 2022, el último presidente de Casa de Galicia, Alberto Iglesias, anunció que denunciará al Ministro de Salud Pública, Daniel Salinas, por entender que el cierre de la mutualista fue una acción premeditada y organizada con la intención de beneficiar a otras instituciones de salud, particularmente al Círculo Católico y al Hospital Evangélico.
Luego de su cierre un grupo de socios y su comisión de cultura conformaron  la Asociación Civil Casa de Galicia Centro Histórico-Cultural, la cual busca mantener el acervo histórico y cultural de la ex mutual gallega y es su continuidad histórica. Actualmente, a un año de su nacimiento, cuenta con más de 400 socios y busca mantener viva la historia y cultura gallega en el país, desarrollando actividades culturales, cursos, y buscando la gestión del Panteón Social de Casa de Galicia en el Cementerio del Norte.

## Sanatorio
En los años cincuenta adquirió un predio sobre la Avenida Millán en el Barrio Prado de Montevideo en donde construyó su principal sanatorio y edificio sede. El mismo fue inaugurado en 1957. A pocos metros del mismo se encuentra la Quinta de Casa de Galicia. 
La institución cuenta con una sede social sobre la avenida 18 de Julio, que incluye el Instituto Manuel Curros Enríquez y la biblioteca Alfonso R. Castelao, además de un conjunto de policlinicos en el departamento de Montevideo. 

## Otras actividades
Casa de Galicia organizó diversas actividades culturales, en particular danza folclórica española. También tuvo una Sección Deportes que compitió cinco temporadas en la Asociación Uruguaya de Football.
A través de un fallo judicial en diciembre de 2021 y producto de la crisis, se decretó que era imperativo el “cese inmediato de las actividades”. La institución contaba con 45 mil socios y 1300 trabajadores.